# Neomorphaster forcipatus
Neomorphaster forcipatus är en sjöstjärneart som beskrevs av Addison Emery Verrill 1894. Neomorphaster forcipatus ingår i släktet Neomorphaster och familjen Neomorphasteridae. Inga underarter finns listade i Catalogue of Life.